# Diego Murgia
Diego Murgia (Sassari, 1857 – Roma, 1938) è stato un ingegnere e politico italiano, deputato del Regno d'Italia.
Nato a Sassari era stato consigliere comunale, consigliere provinciale e presidente della Provincia di Sassari. 
Fu eletto deputato due volte nel 1919  e nel 1921, nello schieramento liberale, che a Sassari faceva capo a Giuseppe Abozzi e a Cagliari Francesco Cocco-Ortu. 
Da ingegnere si era occupato di opere pubbliche, in particolare di strade ferrate. Fu lui che Negli anni Trenta progettò e costruì gran parte della ferrovia Sassari-Tempio-Palau. 

## La casa colonica di s'Aspru
L’ingegnere, nonostante vivesse a Roma con la consorte M. Annunziata Vivanet, in territorio di Siligo, sull'altopiano di s'Aspru aveva costruito un grande immobile. Probabilmente con l'intenzione di ospitarvi degli orfani e per fare formazione professionale, ma non si fece niente. Diego Murgia morì nel 1938 e l'edificio e le terre di S'Aspru e dintorni passarono alla moglie; a sua volta, quest'ultima le legò in eredità all'arcivescovo di Sassari.
Una volta in possesso della Curia di Sassari, l’arcivescovo Paolo Carta, utilizzò la casa come colonia estiva per i bambini, ma verso la fine degli anni '70 l'edificio era già in stato di abbandono. Negli anni ottanta l'arcivescovo accolse la richiesta del padre francescano Salvatore Morittu, fondatore nel 1980 dell’associazione di volontariato senza fini di lucro Mondo X - Sardegna. Nel maggio del 1982, preso possesso della villa e dei terreni, l'associazione creò la comunità. 
Dal punto di vista istituzionale, quella di s'Aspru, è una comunità terapeutica residenziale per tossicodipendenti, che fa parte del sistema socio-sanitario regionale.